# El viajero sin equipaje
El viajero sin equipaje (Le Voyageur sans bagage) es una obra de teatro del dramaturgo francés Jean Anouilh, estrenada en 1937.

## Argumento
Al final de la Primera Guerra Mundial, un tal Gaston es encontrado en estado de amnesia. Es acogido por el director de un asilo que le da trabajo como jardinero. Sin embargo, es reclamado por la familia Renaud, con la que finalmente tiene un encuentro. Personaje amable y sencillo, Gaston descubre con horror que la personalidad que le atribuyen, la de Jacques Renaud, era un carácter violento y sin escrúpulos. Gaston no se reconoce en el retrato que le presentan de su niñez y adolescencia. Sin embargo, su supuesta antigua amante Valentine, esposa de su supuesto hermano George, le hace notar que el desaparecido Jacques tenía una cicatriz en el hombro que ella misma le había infligido con la aguja de un sombrero en un ataque de celos. Gaston descubre horrorizado la cicatriz pero mantiene el secreto. Finalmente, decide asumir la personalidad de otro soldado desaparecido en el conflicto, perteneciente a la familia Madensale, de la que solo sobrevive un joven que busca desesperadamente a su familiar. Gaston marcha con el adolescente, escribiendo a George para que abandonen la búsqueda de Jacques pues, les confiesa, éste ha fallecido.

## Representaciones destacadas
- Théâtre des Mathurins,[4] París, 16 de febrero de 1937. Estreno.
  - Intérpretes: Georges Pitoëff (Gaston), Louis Salou (Georges Renaud), Marthe Mellot (Madame Renaud), Nadine Picard (Valentine Renaud), Nora Sylvère, Raymond Dagand, Ludmilla Pitoëff.

- Teatro Beatriz, Madrid, 27 de noviembre de 1953. Estreno en España.[5]
  - Adaptación: Fernando Baeza.
  - Dirección: Huberto Pérez de la Ossa.
  - Intérpretes: Carlos Lemos (Gaston), Emilio Alonso, Cándida Losada, Amparo Soler Leal, María Luisa Ponte, Pepito Vidal.

- ANTA Playhouse,[6] Broadway, Nueva York, 1964.
  - Intérpretes: Ben Gazzara (Gaston), Rae Allen, Mildred Dunnock, Stephen Elliott, Nancy Wickwire.

## Adaptaciones
La obra fue llevada al cine en 1944, con dirección del propio Anouilh y con actuación principal de Pierre Fresnay. En el 2004, Pierre Boutron realizó una adaptación para la televisión francesa, con Jacques Gamblin en el papel de Gaston. 
En España se han realizado dos versiones para la pequeña pantalla ambas por TVE. La primera se emitió el 12 de febrero de 1964 en el espacio Primera fila, y fue interpretada por Carlos Estrada, Carmen Bernardos, Margarita Calahorra, José Vivó, Carola Fernán Gómez, Nélida Quiroga y Manuel Soriano; la segunda, en la emisión del 13 de febrero de 1968 de Estudio 1, contando en el elenco con Carlos Lemos, Francisco Rabal, María Asquerino, Ana María Noé, Nélida Quiroga y Pedro Mari Sánchez.